# آندریاس بردان
آندریاس بردان (انگلیسی: Andreas Bordan؛ زادهٔ ۱۴ مهٔ ۱۹۶۴) بازیکن فوتبال اهل آلمان است.
از باشگاه‌هایی که در آن بازی کرده‌است می‌توان به باشگاه فوتبال دارمشتات ۹۸ و باشگاه فوتبال بوخوم اشاره کرد.